# Santoni

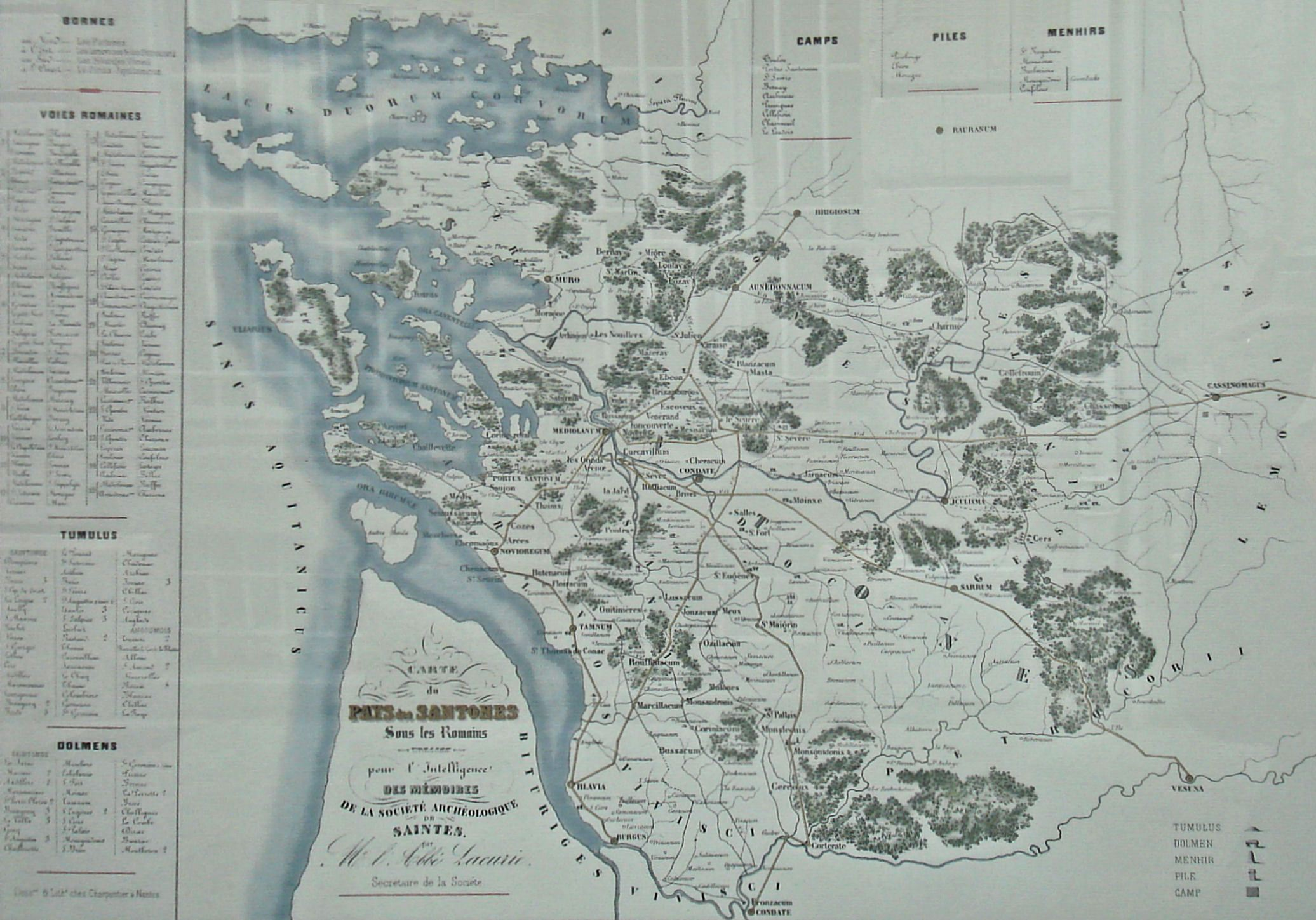
Harta teritoriului Santonilor de Auguste Lacurie.

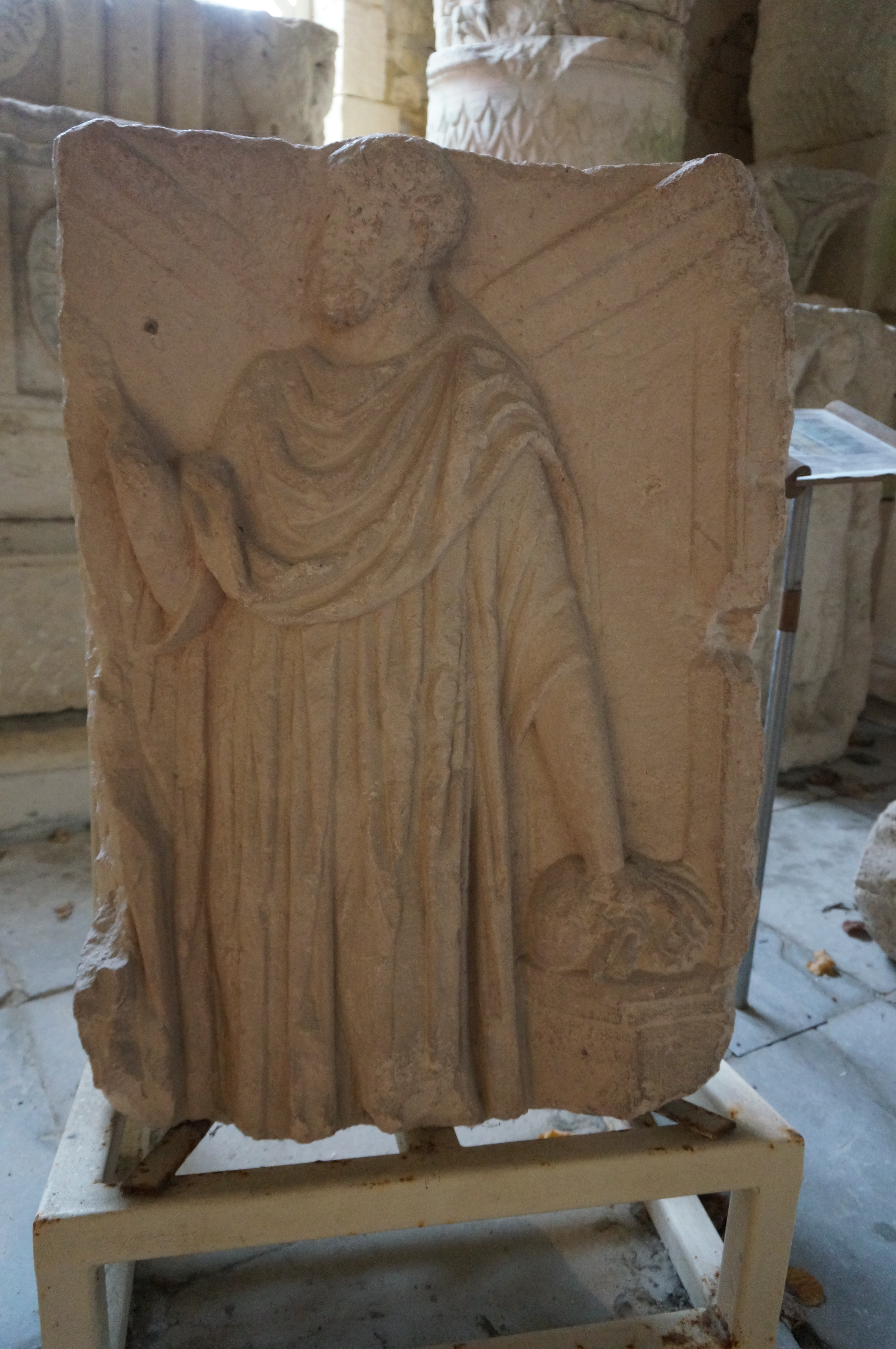
Santoni la Muzeul arheologic Saintes.

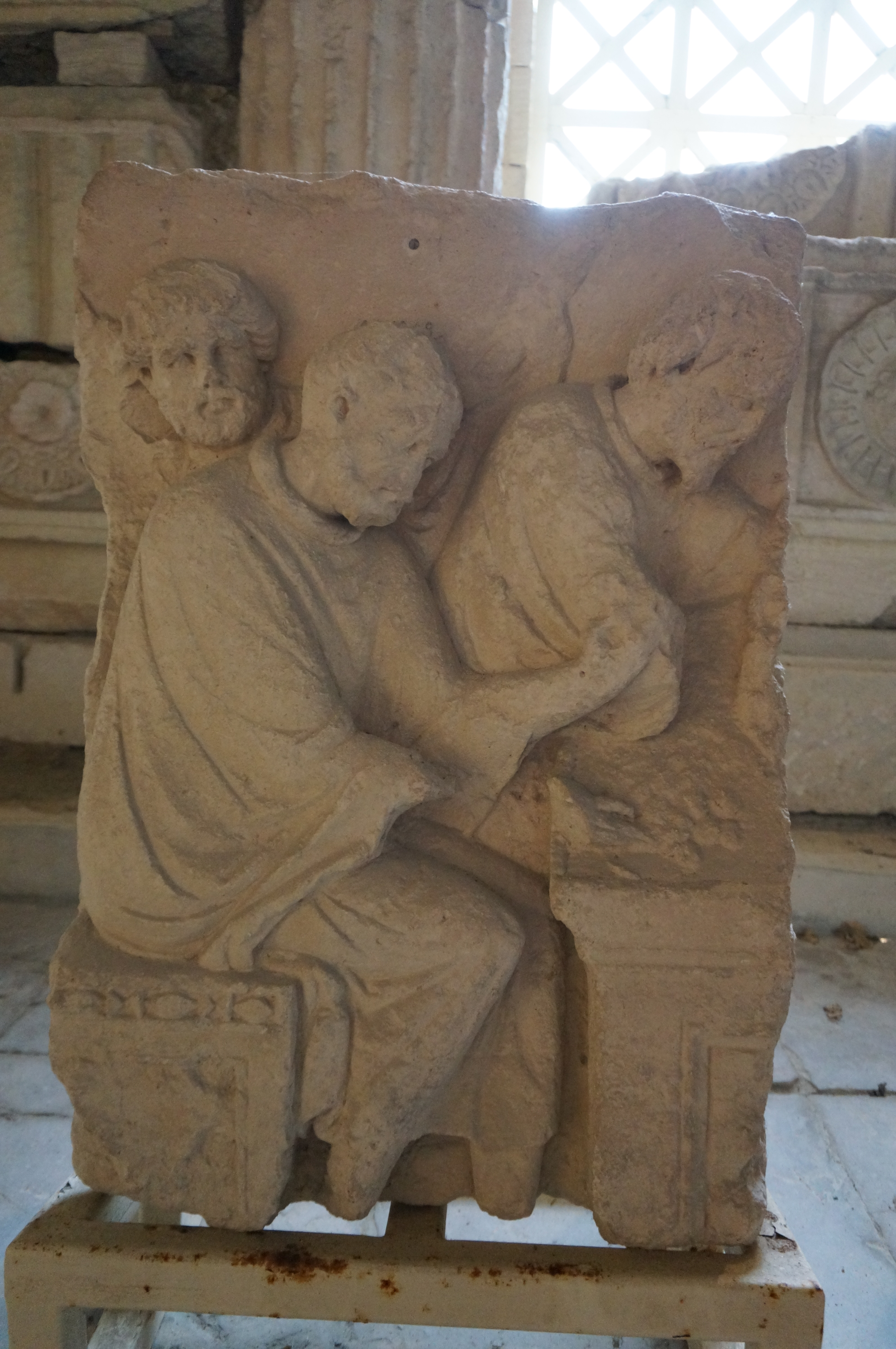
Santoni la Muzeul arheologic Saintes.

Poporul Santoni (în latină Santones) era un popor galic care ocupa, în Antichitate, un teritoriu care cuprindea viitoarea provincie a Saintonge, adică în prezent departamentul francez Charente-Maritime, cu vestul departamentului Charente și nordul Gironde. A dat numele său orașului Saintes. Angoumois ar fi putut fi atașat la teritoriul Santonilor înainte de instituirea sa ca o cetate independentă, acest lucru fiind încă discutat de specialiști.

## Epoca celtică
Data exactă a instalării Santonilor în Saintonge este necunoscută. S-ar putea să fie vorba pur și simplu de descendenții populațiilor locale din epoca bronzului, amestecați treptat cu celții care au sosit între secolele al V-lea și al II-lea î.Hr. Capitala lor era oppidum-ul Pons până la sfârșitul secolului al II-lea î.Hr. Ei făceau comerț cu sare pe care o extrăgeau din situri de coastă acum îndepărtate în interior. Conform altor ipoteze, ar fi putut să se stabilească abia la sfârșitul secolului al II-lea î.Hr., venind din sudul Germaniei (Agri Decumates).
Descopertele arheologice din întreg teritoriul sunt extrem de numeroase.
Monumentele marcau mormintele sau locurile sacre: au fost găsite stâlpi în formă de obeliscuri trunchiate la Roullet-Saint-Estèphe.

### Activități
Uneltele agricole se găsesc pe multe locuri, mori de cereale, solzi de țesător, creuzete de bronz. Jgheaburi de sare și stâlpii cuptorului marchează activitatea legată de sare.
Pe calea navigabilă, se atestă comerțul cu sare, precum și comerțul cu vin, în recipiente marcate cu sigiliile din Barzan și Courcoury.

### Războaiele Galice
În anul 60 î.Hr., Santonii acceptă să primească întregul popor al Helveților, care se confruntă cu amenințarea unei invazii din partea germanilor și intenționează să-i instaleze în Estuarul Gironde, pe care îl dominau la acea vreme. Cezar, conștient de dubla amenințare pe care o reprezintă această deplasare a populației și de pericolul pentru Toulouse, bogată în grâu, și de consolidarea poziției Santonilor, îi invadează și îi anexează în anul 58 î.Hr., fără a întâmpina rezistență. El rechiziționează navele santonilor și pictavilor. Acesta este începutul războaielor galice.
Santonii răspund apelului lui Vercingetorix. Probabil că teritoriul lor este amputat ca represalii (pierderea Estuarului Girondei), unde sunt instalați Biturigii Vivisci, veniți din Centrul Galiei. Începe astfel procesul lor de romanizare.

## Perioada galo-romană

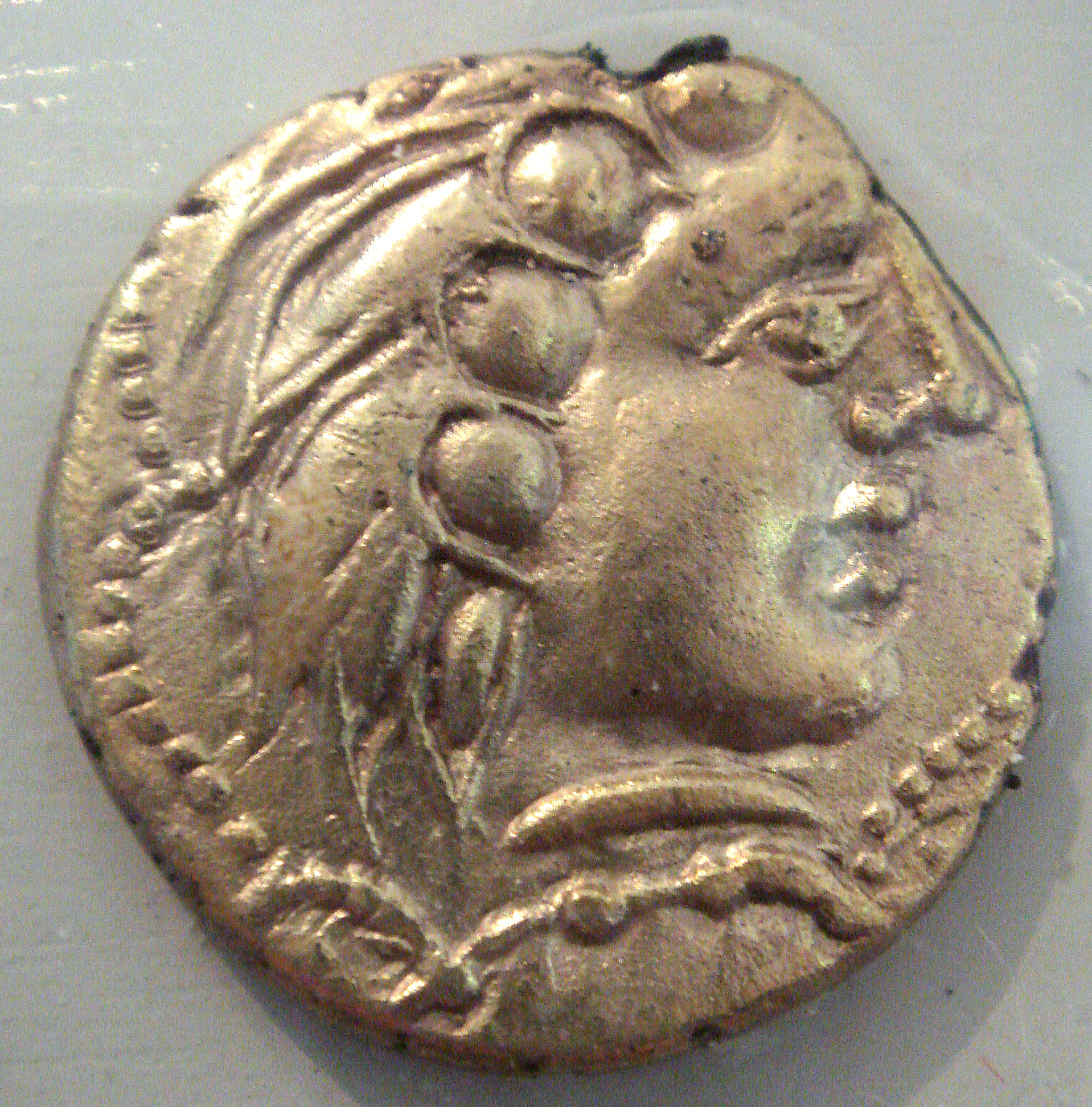
Monedă a Santonilor din secolul I in Cabinetul Medaliilor.

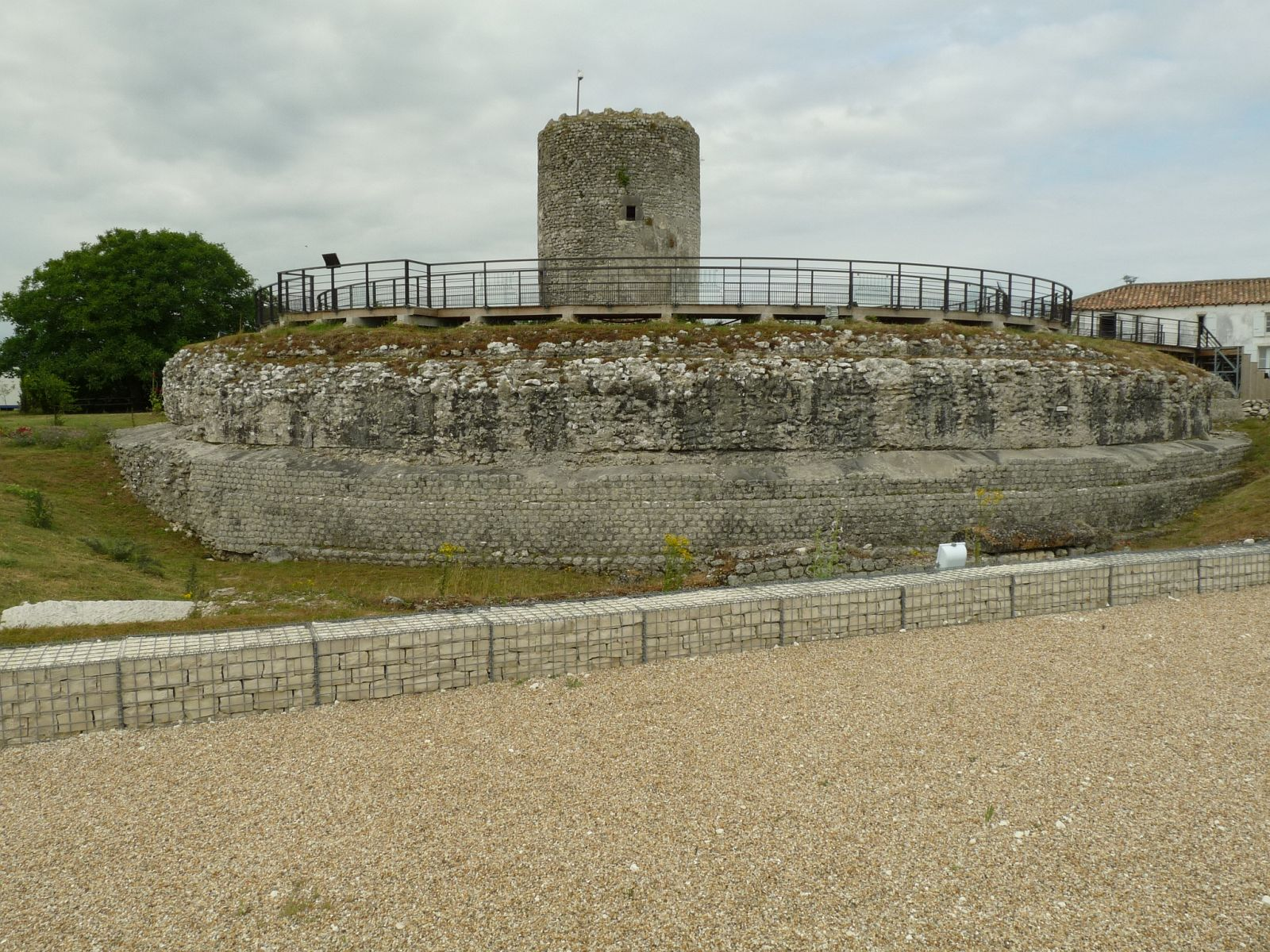
Ocuparea sitului Fâ.

Construcțiile de vile sunt numeroase. Încă din timpul domniei lui Octavianus Augustus, orașul Saintes, denumit atunci Mediolanum Santonum, joacă un rol important, devenind încă din Secolul I î.Hr. capitala civitas santonum (orașul Santonilor, o subdiviziune administrativă romană) și a provinciei Gallia Aquitania.
Capitala celei mai mari provincii a Galiei, Saintes este dotată cu numeroase monumente: amfiteatrul din Saintes, arcul lui Germanicus, un arc votiv care se află în trecut pe podul peste Charente și a fost mutat, băile termale la Saint-Saloine și un apeduct.
Charente romanizată este străbătută de Via Agrippa (Saintes-Lyon) (începutul anilor 30 î.Hr.) fondată pe traseul galo-roman existent Lyon-Saintes, dar și de un drum nord-sud care se intersectează cu aceasta în apropierea teatrului Bouchauds. Aceste drumuri și râul, navigabil de la mare până la Angoulême, permiteau un comerț important. Cognac și Jarnac erau porturi mari cu depozite la Merpins, Crouin și Chatenet.
Barzan (situl Fâ) care era deja portul maritim al santonilor a devenit o importantă cetate portuară gallo-romană cu clădirile sale publice, inclusiv băile romane, depozitele, templele, locuințele. Este și o rută comercială pentru staniu extras din mine, printre altele din Cornouaille.
Este o mulțime de așezări ale veteranilor legiunii pe întreg teritoriul (toate Coulonges și cadastrul lor caracteristic - centuriatio).
Santonii au fost complet romanizați. Ei au adoptat limba, cultura, instituțiile și obiceiurile romane, cel mai probabil sub influența puternică a administrației și a societății romane din acea perioadă.

## Antichitatea târzie
În perioada cuprinsă între secolele IV și V, santonii au fost creștinați. Totuși, conform legendei, se spune că Sfântul Eutrope, episcop de Saintes și martir, ar fi început să creștineze regiunea Saintes chiar mai devreme.